# Veerse Joffers

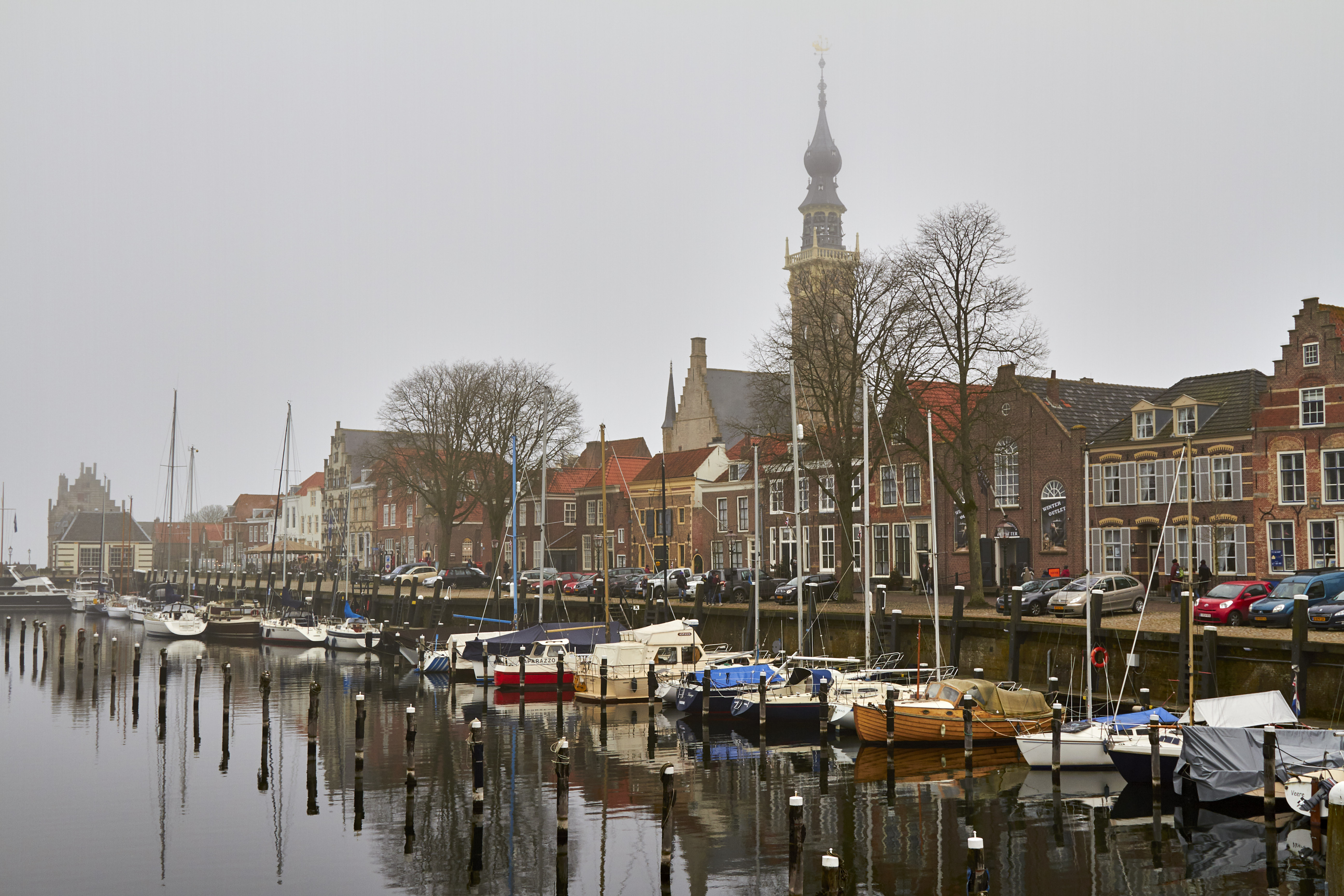
Veere

Die Veerse Joffers waren eine Gruppe von neun niederländischen Künstlerinnen des 20. Jahrhunderts, die im Laufe der Jahre im Künstlerdorf Veere in der gleichnamigen Gemeinde der Provinz Zeeland auf der ehemaligen Insel Walcheren lebten und arbeiteten.

## Geschichte
Um 1900 entwickelte sich Veere zu einem Künstlerdorf, in dem sich neben englischen, amerikanischen, französischen und belgischen Intellektuellen und Kunstmalern auch eine Reihe niederländischer Maler niedergelassen hatten, die das Licht am Meer und die Küsten- und Landschaftsansichten für sich entdeckt hatten. Ähnliche Künstlergemeinschaften waren bereits früher in anderen Gegenden der Niederlande entstanden, unter anderem in Oosterbeek die Oosterbeeker Schule, in Laren und im nur 15 Kilometer entfernten Domburg, in dem sich zwischen 1911 und 1921 im Sommer die innovativen Künstler unter der Leitung von Jan Toorop (1858–1928) trafen. Zwischen 1890 und 1970 lebten oder arbeiteten in Veere mehr als 650 bildende Künstler, aber auch Dichter, Schriftsteller und Musiker. Den größten Zulauf hatte die international ausgerichtete Künstlerkolonie allerdings zwischen 1900 und 1940.

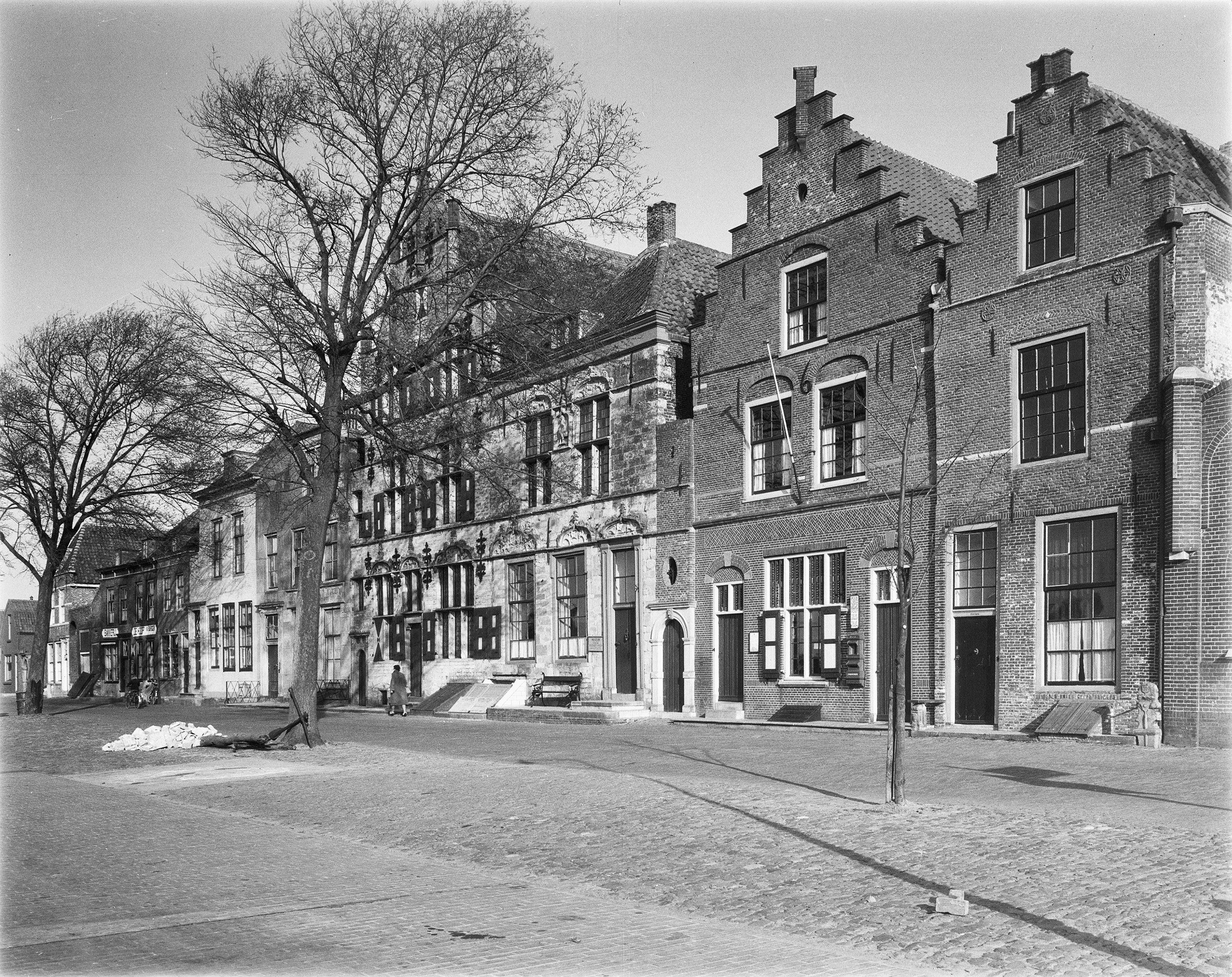
„Schotse Huizen“, Kaai 139–140, Veere, 1955

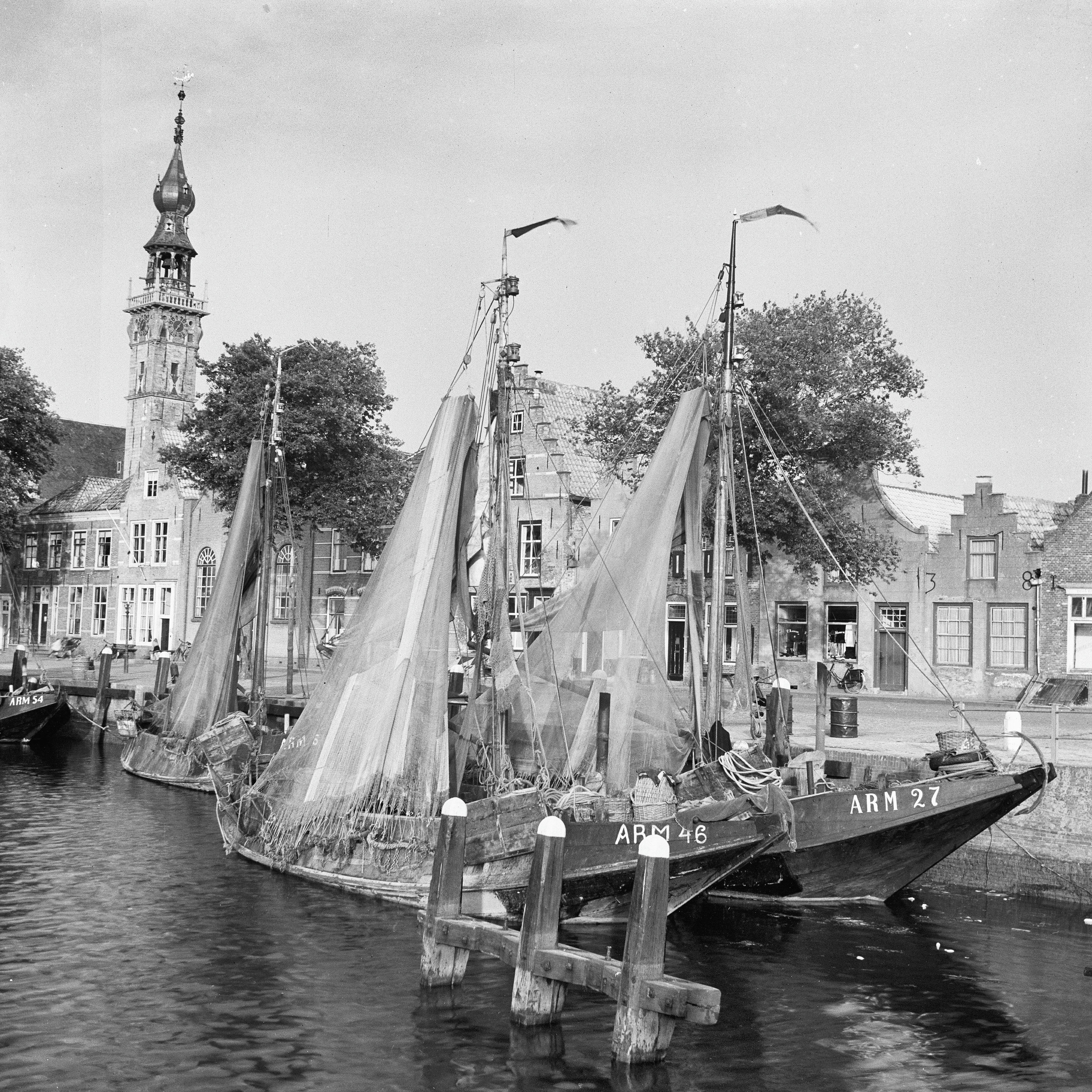
Fischereischiffe im Hafen von Veere, im Hintergrund der Rathausturm, 1954

Der erste Maler, der sich im Dezember 1892 mit seiner Familie in Veere im „Het Werfhuis“ in Veere niederließ, war der aus Delft stammende Zeichenlehrer Bernard Plasschaert (1835–1893). Die „Schotse Huizen“ (Schottischen Häuser), seit 1950 Teil des Museums Veere, waren ein wichtiger Treffpunkt innerhalb der Künstlerkolonie. 1896 kaufte und bewohnte der englische Mäzen und Kunstsammler Albert Lionel Ochs (1857–1921) mit seiner Tochter Alma Francis Oakes (1889–1987) das rechte Gebäude „Den Struijs“. Das linke Haus „Het Lammetje“ im Besitz des Denkmalamtes mieteten sie vom niederländischen Staat an. Gemeinsam machten sie die Häuser zu einem Treffpunkt für die in Veere ansässigen Künstler.
Der in Frankreich lebende flämische Luminist Théo Van Rysselberghe (1862–1926) hielt sich um 1907 regelmäßig in Veere auf und ermutigte die erste der späteren „Veere Joffers“, Lucie van Dam van Isselt, sich dort niederzulassen. Als sie 1909 den Kunstkritiker Albert C.A. Plasschaert (1874–1941) heiratete, wohnten sie gemeinsam im Haus „Sint Sebastiaen“ am Kaai. Plasschaert, Albert Lionel Ochs und Alma waren die treibenden Kräfte für die nationale und internationale Bekanntheit der Künstlerkolonie Veere. Zusammen organisierten sie von 1916 bis 1939 zahlreiche Kunst- und Verkaufsausstellungen im „Schotse Huis“. In der Glanzzeit der Künstlerkolonie kamen mehrere der „Veere Joffers“ nach Veere: 1930 zog die Malerin Jemmy van Hoboken nach Veere, der 1932 ihre Freundin Bas van der Veer folgte. Ina Rahusen (1895–1977) lebte von 1934 bis 1942 in Veere und Claire Bonebakker (1904–1979) ließ sich von September 1939 bis 1956 in Veere nieder. Die Malerin Ada Lowith (1878–1950) wohnte bis 1942 in Veere.
Auch nach dem Zweiten Weltkrieg bestand Veere noch als Künstlerzentrum weiter. Ada Lowith kehrte 1949 nach Veere zurück, wo sie 1950 starb. Ihre Tochter Sárika Góth lebte ab 1950 abwechselnd in Amsterdam und Veere. Anneke van der Feer (1902–1956) hielt sich ab 1950 bis 1956 regelmäßig mit ihrem Freund, dem Bildhauer und Maler Herman Schutte, in Veere auf. Die Malerin Mies Callenfels-Carsten (1893–1981) lebte ab 1956 mit ihrem Mann in Veere. Jedes Jahr, vor allem im Sommer, kamen viele Maler als Kurzzeitgäste nach Veere. Der Abschluss des Veerse Gat im April 1961 bedeutete für Veere die Abtrennung vom Meer und das Verschwinden der Fischereiflotte und führte schleichend zur Auflösung der Künstlerkolonie. Mit dem Tod der „Veerse Joffer“ Sáriká Góth (1900–1992) ging die „alte“ Künstlerkolonie Veere endgültig zu Ende.

## Mitglieder
Die „Veerse Joffers“ waren neun bildende Künstlerinnen, die zwischen 1907 und 1992 als unabhängige Künstlerinnen in Veere lebten und arbeiteten. Der Name war inspiriert von der Künstlergruppe Amsterdamse Joffers. Sie stellten im Sommer in den „Schotse Huizen“ aus, die heute das Museum Veere bilden. Zu den „Veerse Joffers“ gehörten:

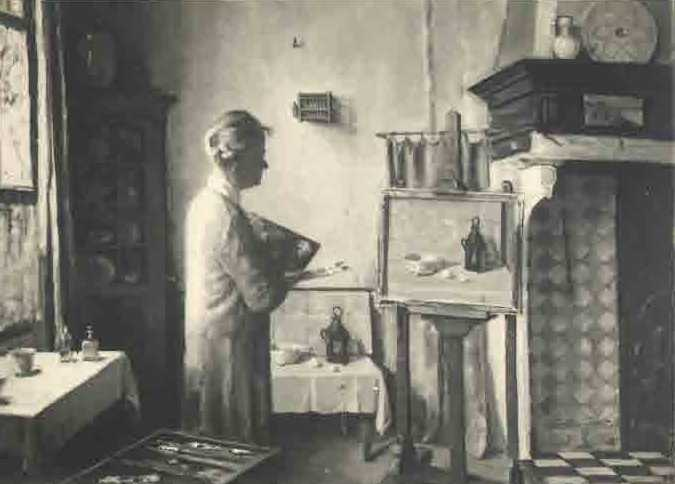
„Zelfportret Lucie“, Selbstporträt Lucie van Dam van Isselt, um 1935
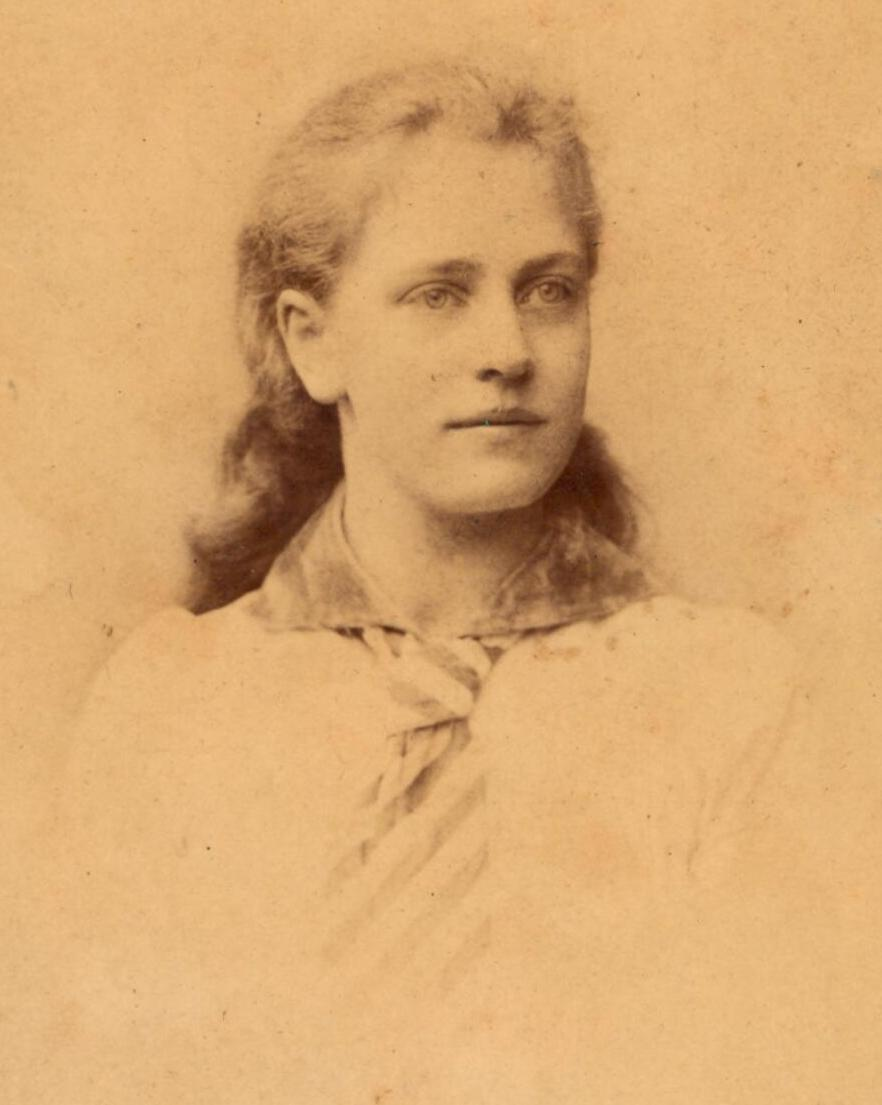
Lucie van Dam van Isselt, vor 1917
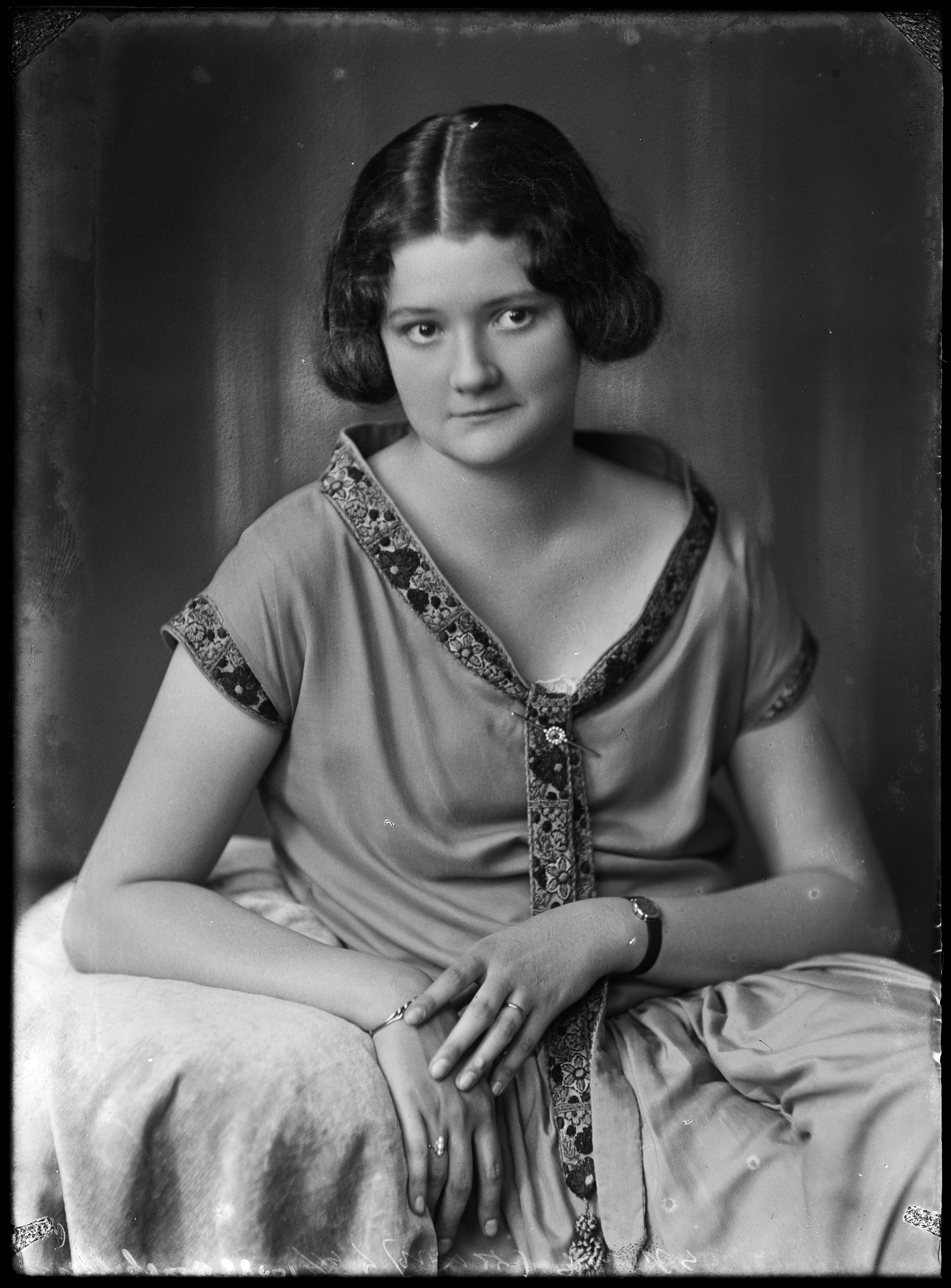
Claire Bonebakker, ca. 1924

- Lucie van Dam van Isselt (1871–1949) wohnte ab 1900 in Renkum und hielt sich zum Malen regelmäßig in Domburg und Veere auf, das sich zu diesem Zeitpunkt als Künstlerdorf zu etablieren begann. Von 1907 bis 1933 lebte sie dauerhaft in Veere, das sie in vielen Bildern festhielt. Dort entstand eine Vielzahl von Ölbildern, Aquarellen und Zeichnungen von der Kirche in Veere, dem „Schotse Huizen“ und dem Blick aus ihrem Atelier zu verschiedenen Jahreszeiten.[6][9]
- Jemmy van Hoboken (1900–1962) wohnte von Dezember 1930 bis 1938 mit ihrer Freundin Bas van der Veer im Haus „Den Eenhoorn“. Sie malte dort unter anderem Menschen in traditionellen Volkstrachten und lokalen Kostümen.[7][8]
- Bas van der Veer (1887–1941) war eine frühere Schülerin von Lucie van Dam van Isselt. Sie lebte von November 1932 bis 1938 mit ihrer Freundin Jemmy van Hoboken im Haus „Den Eenhoorn“ in Veere.[7][8]
- Ina Rahusen (1895–1977) lebte von 1934 bis 1942 in Veere. Sie fertigte hauptsächlich Lithographien (Porträt, Landschaft, Tiere und Pflanzen). Unter anderem schuf sie 1938 eine handkolorierte Aufsicht von Veere.
- Claire Bonebakker (1904–1979) mietete im September 1939 bis 1941 vom Künstler Frits Lensveld einen Teil des „Dijkhuis“ zwischen Vrouwenpolder und der Veere. 1946 ließ sie sich erneut in Veere nieder und lebte bis 1956 in dem Haus „De Coerenblom“.

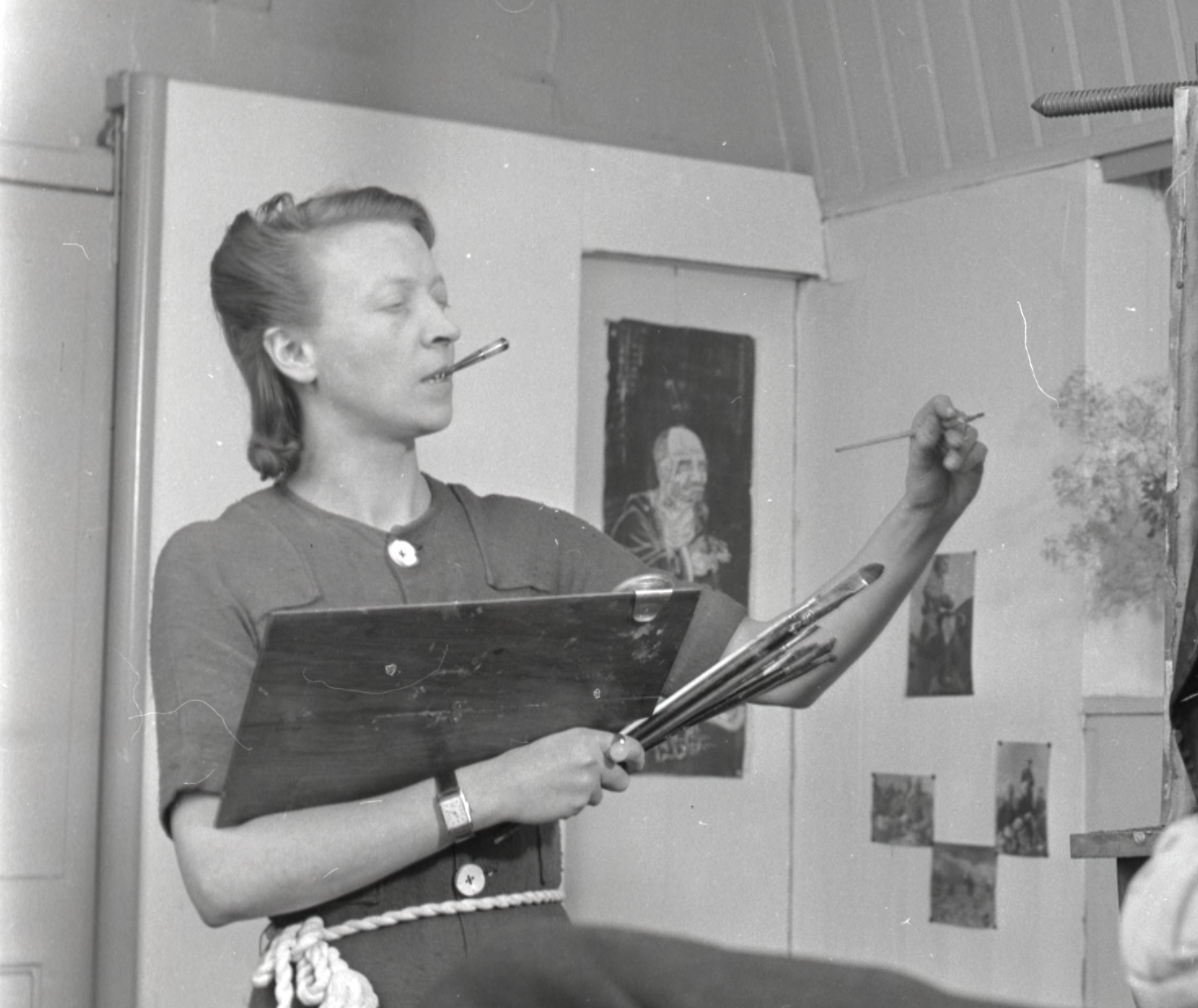
Anneke van der Feer, zwischen 1914 und 1953
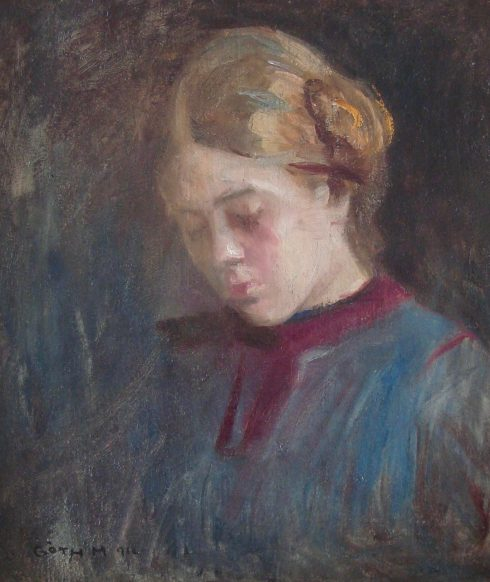
Sárika Góth, gemalt von Maurice Goth, um 1912

- Ada Lowith (1878–1950) war die Mutter von Sárika Góth. Sie wohnte bis 1942 in Veere, dann in Amsterdam, bis sie 1949 nach Veere zurückkehrte, wo sie 1950 starb.
- Sárika Góth (1900–1992) lebte ab 1950 abwechselnd in Amsterdam und Veere. Mit Ausbruch des Ersten Weltkrieges 1914 lebte sie mit ihrer Familie zunächst in Domburg und dann in Veere. Zwischen 1927 und 1950 lebte sie in Amsterdam, dann abwechselnd in Amsterdam und Veere. Dort wohnte sie am Markt, im Haus „De Goutsbloeme“. Ihre Mutter Ada Góth-Lowith gehörte ebenfalls zu den Veerse Joffers. Sie war die letzte bildende Künstlerin aus der alten „ursprünglichen“ Veerse-Künstlerkolonie. Sie starb im Frühjahr 1992 in Veere.[3]
- Anneke van der Feer (1902–1956) hielt sich ab 1950 bis 1956 regelmäßig mit ihrem Freund, dem Bildhauer und Maler Herman Schutte, in Veere auf, der an der Restaurierung von durch den Krieg schwer beschädigten Denkmälern beteiligt war. Sie zeichnete ihn und seine Arbeitskollegen, aber auch die Fischer, Hafenarbeiter und ihre Nachbarn. Sie blieb auch im Amsterdamer Kulturleben aktiv und stellte dort aus. Sie malte Motive aus Veere, die Landschaft und Menschen Zeelands, die Gegenstand ihrer letzten Zeichnungen und Aquarelle waren.
- Mies Callenfels-Carsten (1893–1981) lebte ab 1956 mit ihrem Mann in Veere. Sie kauften das Doppelgebäude „De Zeven Sterre“/De Mutse am Kaai mit dem Anbau „De Harpe“. Sie arbeitete dort bis ins hohe Alter.[10]

Ansichten von Veere von Lucie van Dam van Isselt
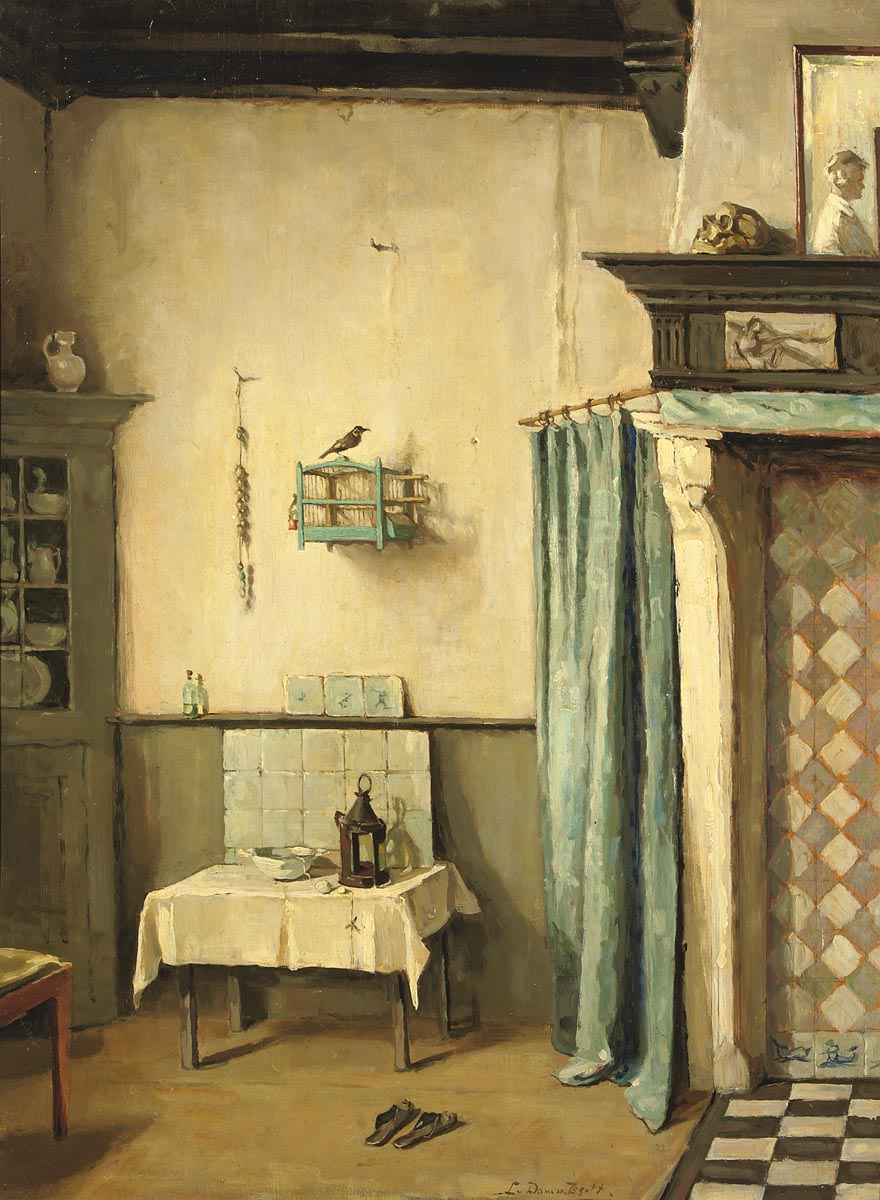
„Mijn atelier te Veere“, um 1935
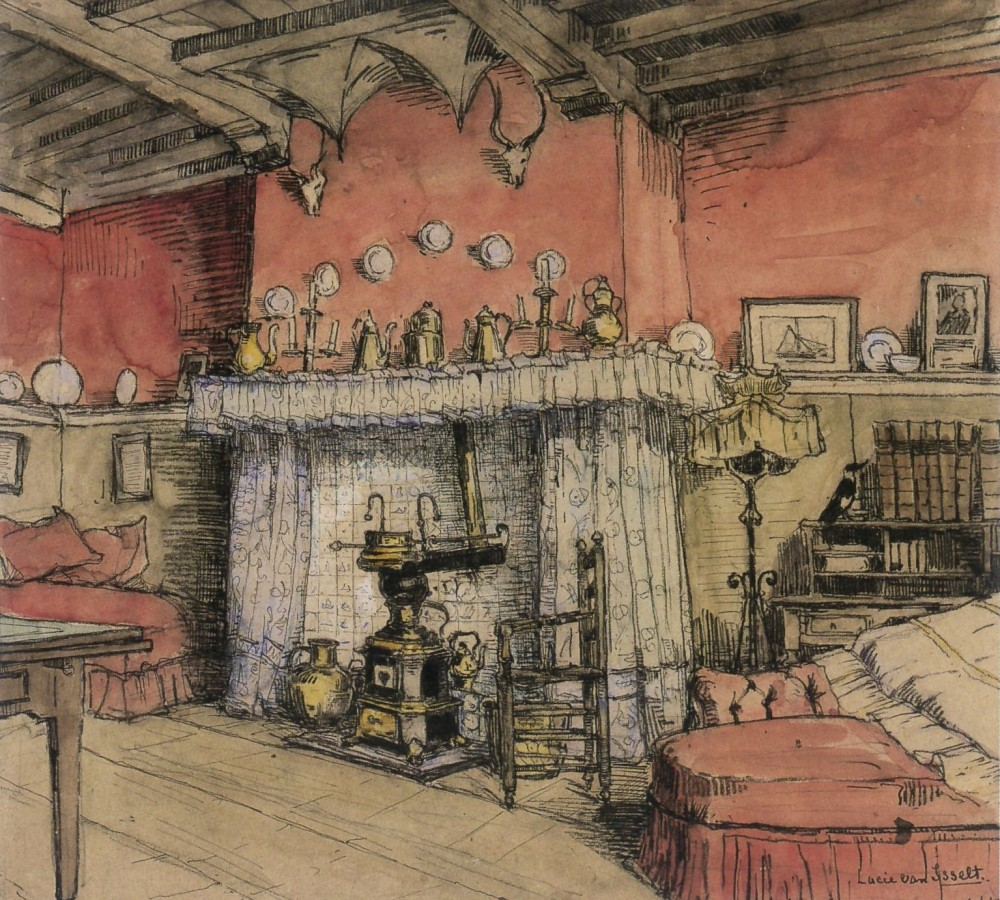
„Schotse Huizen schouw achterkamer“, 1910
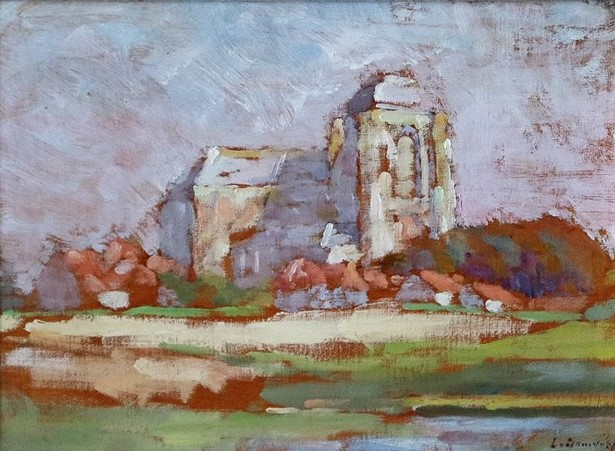
„Grote kerk te Veere“, um 1920
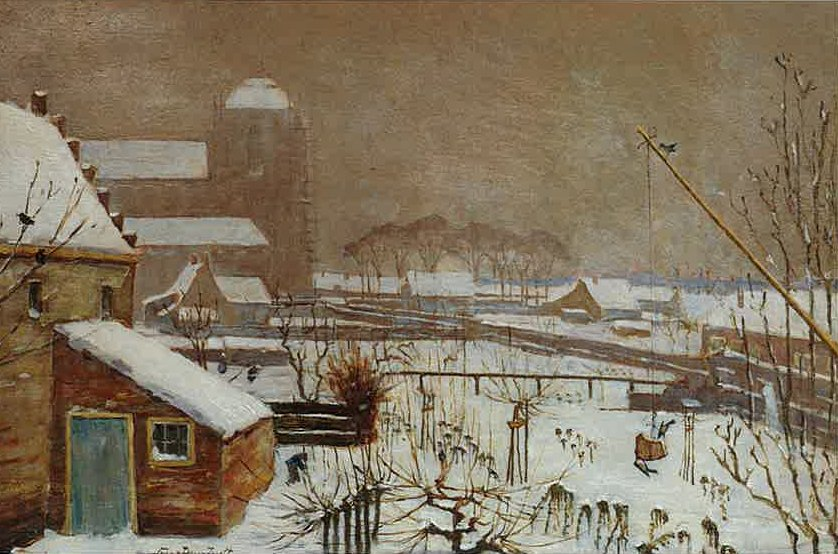
„Wintergezicht op Veere“, ca. 1920–1925
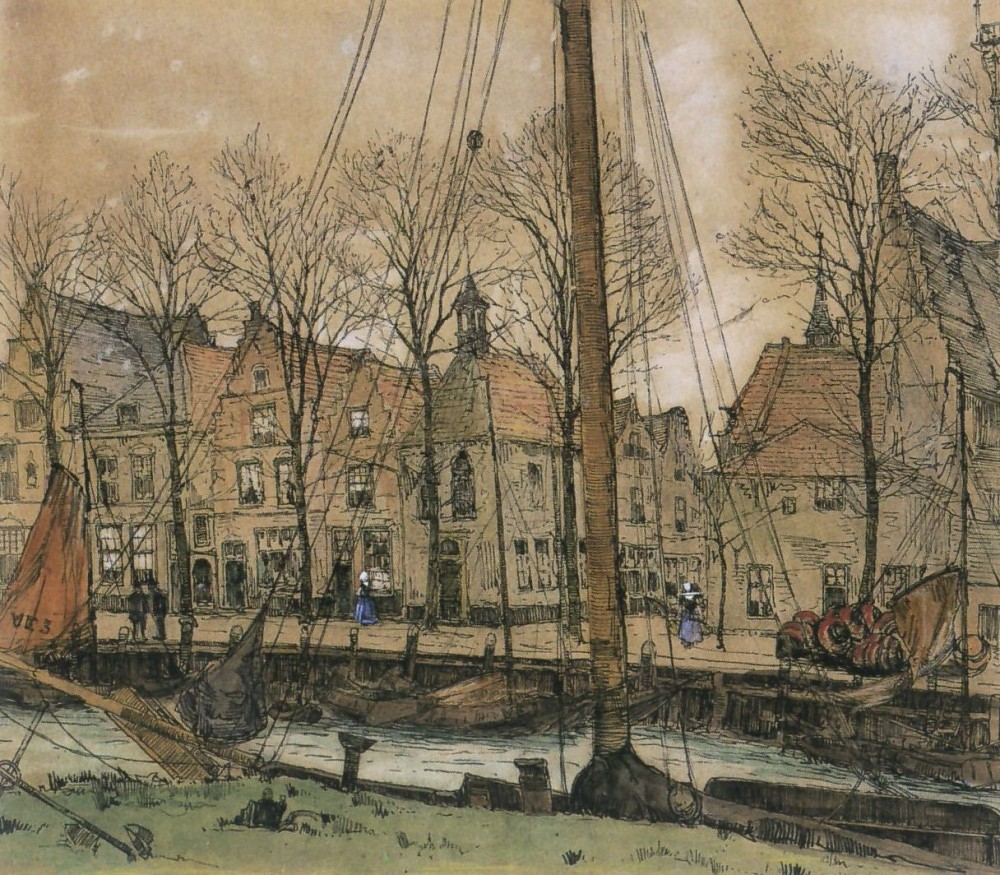
„Kade te Veere“, 1930
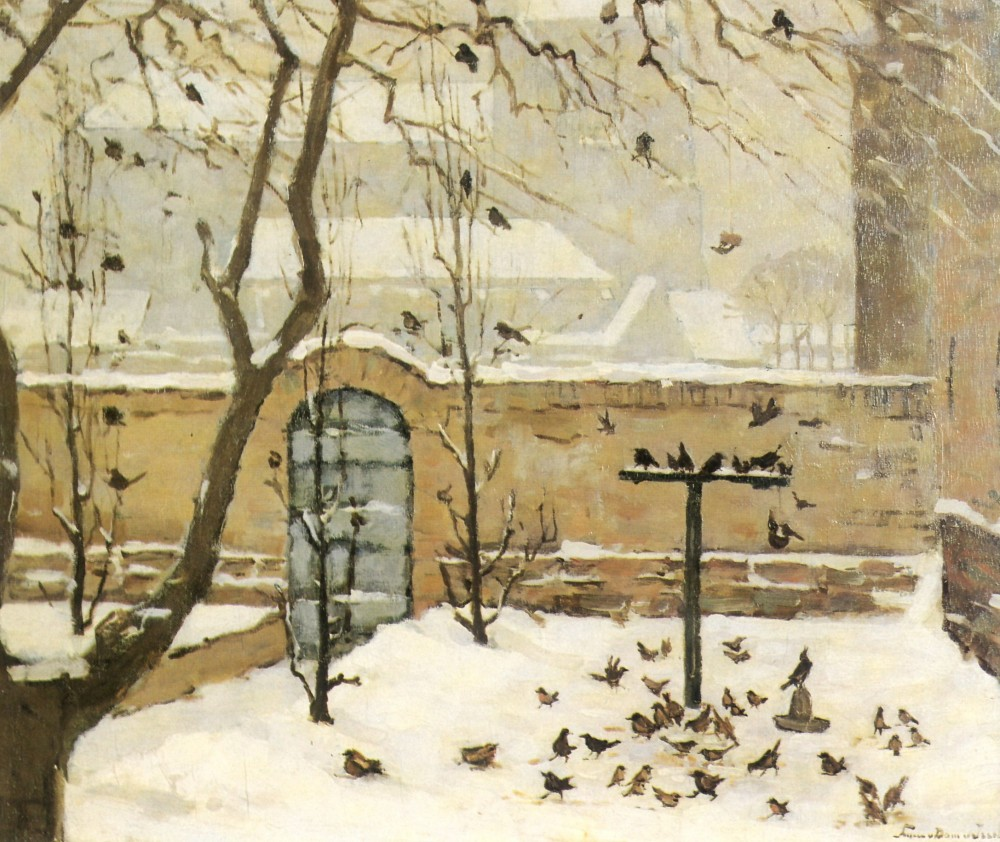
„Tuin in Veere“, ca. 1920–1925

## Ausstellungen (Auswahl)

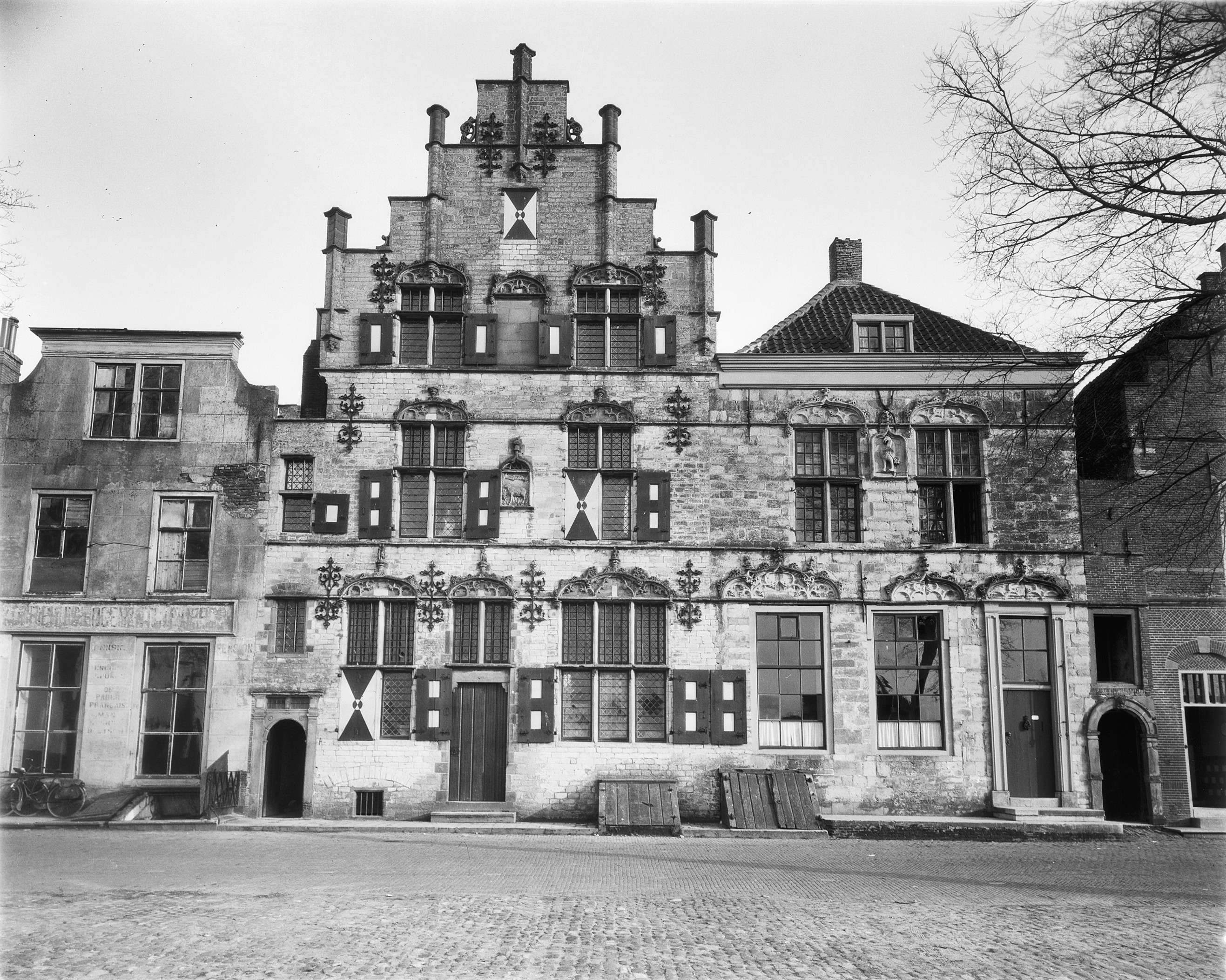
„Schotse Huis“, Veere, 1952

- Lucie van Dam van Isselt nahm von 1911 bis 1920 regelmäßig an den jährlichen Sommerausstellungen in Domburg teil.[6] Sie gehörte auch zur Malergruppe um Jan Toorop in Domburg, zu der Piet Mondriaan und Jan Sluijters gehörten.[1]
- De schilders van Veere. Regelmäßige Sommerausstellungen im „Schotse Huis“
- 2009: Domburgse Dames en Veerse Joffers. Marie Tak van Poortvliet Museum, Domburg[11]
- 2019/2020: Mies Callenfels-Carsten, de één na laatste Veerse Joffer. Museum Veere[10]